# Conisation
La conisation est une résection chirurgicale (ablation) d’un fragment conoïde (de forme conique) du tissu du col utérin.
Le but est de déterminer, par une étude histologique, le caractère bénin ou malin (confirmer ou écarter un diagnostic de cancer) de l'anomalie de la muqueuse du col utérin au moyen d'un microscope.
La conisation est réalisée le plus souvent devant l'existence d'anomalies du col décelées à l'occasion d'un frottis cervicovaginal.